# Vänsterlibertarianism
Vänsterlibertarianism är ett begrepp med minst tre olika betydelser.

## Självägande och jämlikhet
En betydelse är att det är en ideologi som betonar individens självägande och har en jämlikhetsuppfattning när det kommer till naturresurser. De anser - till skillnad från högerlibertarianer - att land och naturresurser ägs gemensamt, och att anspråk på några av de gemensamma tillgångarna kräver kompensation till de andra på något sätt. Några som är vänsterlibertarianer i denna bemärkelse är Peter Vallentyne, Hillel Steiner och Michael Otsuka. Även Thomas Paine kan räknas som vänsterlibertarian eftersom han i Agrarian Justice föreslog ett system med skatt på markinnehav, mot bakgrund i orättvisan i att vissa ärvde mark och andra hade oturen att inte göra det. 

## Frihetlig socialism
Vänsterlibertarianism kan också tolkas som ett ideologiskt begrepp som är näraliggande frihetlig socialism. Den frihetliga socialismen kännetecknas av en organisationsuppfattning där makten i största möjliga mån ska byggas underifrån. Konkret brukar detta innebära en decentralisering av makten och utpräglade inslag av direkt- eller deltagandedemokrati. Därmed finns en kritik mot den hierarkiska och centralistiska statsmakten och den parlamentariska representativa demokratin. Förespråkare för den frihetliga socialismen är ofta starkt kritiska till så kallade statssocialister. De frihetliga socialisterna motsätter sig införandet av socialism med auktoritära metoder. De vill bygga den underifrån och sätter sin tillit till bland annat fackföreningar och arbetarkooperativ. En känd vänsterlibertarian, eller frihetlig socialist, i denna bemärkelse är Noam Chomsky.

## Radikala marknadsanarkister
En tredje grupp som identifierar sig med begreppet är radikala frimarknadsförespråkare, som inte sällan är anarkokapitalister. De identifierar sig som vänster dels eftersom de motsätter sig etablissemanget, dels för att de klassiska liberalerna satt till vänster i det revolutionära Frankrike, och dels därför att de förespråkar politiska allianser med den radikala vänstern när det kommer till frågor som motstånd mot krig och livsstilsliberalism. De motsätter sig att libertarianer i USA främst allierat sig med republikanerna. Till skillnad från högerlibertarianerna så är de ofta positiva till fackföreningar och arbetarkooperativ, och motsätter sig patent och upphovsrätt. Några vänsterlibertarianer i denna bemärkelse var Murray Rothbard och Pierre-Joseph Proudhon. Dessa hänvisas i vissa fall även till som centerlibertarianer.